# أندرو لويس (لاعب اتحاد الرغبي)
أندرو لويس (بالإنجليزية: Andrew Lewis)‏ هو لاعب اتحاد الرغبي بريطاني، ولد في 13 يونيو 1973 في سوانزي في المملكة المتحدة.